# Moth into Flame
Moth into Flame (englisch für „Motte in die Flamme“) ist ein Lied der US-amerikanischen Metal-Band Metallica, die insgesamt siebenundvierzigste Single der Band und die zweite aus dem 2016 erschienenen Studioalbum Hardwired…to Self-Destruct.  Veröffentlichungsdatum war der 26. September 2016. Das Stück wurde Anfang 2017 auch im Rahmen der Eleague, einer professionellen Liga in der E-Sport-Disziplin Counter-Strike: Global Offensive, im Rahmen der Veranstaltung Eleague Major: Atlanta 2017 eingesetzt. Im Sommer 2020 wurde eine Live-Fassung als Auszug aus dem Album S&M2 veröffentlicht.

## Hintergrund
Die Inspiration für das Stück erhielt Sänger und Gitarrist James Hetfield, als er sich die Amy-Winehouse-Dokumentation Amy ansah.
Im Rahmen einer Folge des Podcasts erklärten Hetfield und Schlagzeuger Lars Ulrich, wie das Stück Disposable Heroes vom Album Master of Puppets ihre Herangehensweise beim Songwriting beeinflusst habe, und dass der Spielstil von Mastodons Schlagzeuger Brann Dailor Ulrichs eigene Drum-Fills inspiriert habe.
Seine Live-Premiere feierte der Titel am 27. September 2016, dem 30. Todestag des ehemaligen Bassisten Cliff Burton, bei einem Konzert der Band in der Webster Hall in New York City. Bei den Grammy Awards 2017 am 12. Februar 2017 führte die Band den Song live mit Unterstützung von Lady Gaga auf.

## Inhalt und Stil
Zur inhaltlichen Bedeutung des Liedes äußerte sich James Hetfield gegenüber Guitar World:

“It's about how people think popularity or fame is going to solve their problems. Or whether fame should even be a goal for a musician. For us, fame has sometimes been a burden, like, 'How do we get rid of this thing?'”

„Es geht darum, wie die Leute glauben, dass Popularität oder Ruhm ihre Probleme löse. Oder ob Ruhm überhaupt ein Ziel für einen Musiker sein sollte. Für uns war der Ruhm manchmal eine Last, so nach dem Motto: "Wie werden wir das Ding los?".“

Stilistisch vereine das Lied den „dicken Thrash von Ride the Lightning mit Harmonien aus der Master-Phase und einem eher rockigen Welt-Hit-Chorus“, schrieb Matthias Weckmann (Metal Hammer) in seiner Rezension zum Album.

## Musikvideo
Das Musikvideo zu Moth into Flame wurde von Tom Kirk (Muse) gedreht und am 26. September 2016 veröffentlicht.

## Rezeption
In die Musikcharts Hot Rock & Alternative Songs des US-amerikanischen Musikmagazins Billboard stieg der Titel am 15. Oktober 2016 ein, erreichte eine Woche später mit Platz 15 seine höchste Notierung und verblieb insgesamt 16 Wochen in diesen Charts. In den Billboard-Charts Rock & Alternative Airplay wurde der Titel ebenfalls ab dem 15. Oktober 2016 für insgesamt 18 Wochen geführt. Seine höchste Notierung erreichte er mit Platz 15 am 22. November 2016.
In einer Albumrezension bezeichnete Matthias Weckmann das Lied als „Song des Jahres“.